# Mijnbouwwet
De Mijnbouwwet is een Nederlandse wet uit 2002 die de Mijnwet 1810 (de laatste Franstalige wet die Nederland kende, welke werd ondertekend door Napoleon Bonaparte), de Mijnwet 1903, de Wet opsporing delfstoffen en de Mijnwet continentaal plat verving. De wet integreerde deze wetten in één wet die voor zowel het land als voor het continentaal plat geldt.

## Trivia
Bij het aannemen van de wet op 29 oktober 2002 sprak staatssecretaris Joop Wijn de volgende woorden uit:

La loi concernant les mines, les minières et les carrières est la plus vieille loi de notre pays. C'est la dernière loi de Napoléon dans la langue française. C'est vraiment nécessaire de réviser la loi aujourd'hui. Aujourd'hui l'époque française est definitivement finie.

Vrij vertaald betekent dit: "De wet op de mijnen en de winning van delfstoffen is de oudste wet van ons land. Dit is de laatste wet van Napoleon in de Franse taal. Het is echt noodzakelijk om de wet vandaag te herzien. Vandaag is het Franse tijdperk definitief voorbij."